# Catedral de Santa María (Lombez)
La antigua catedral de Santa María de Lombez, o simplemente catedral de Lombez (en francés: Cathédrale Sainte-Marie de Lombez) es una iglesia católica en Lombez, Francia. Fue la sede de la antigua diócesis de Lombez, suprimida por el Concordato de 1801 y dividida entre la diócesis de Bayona y la arquidiócesis de Toulouse.
La iglesia y su campanario fueron objeto de una clasificación al título de los monumentos históricos desde 1846.

## Descripción

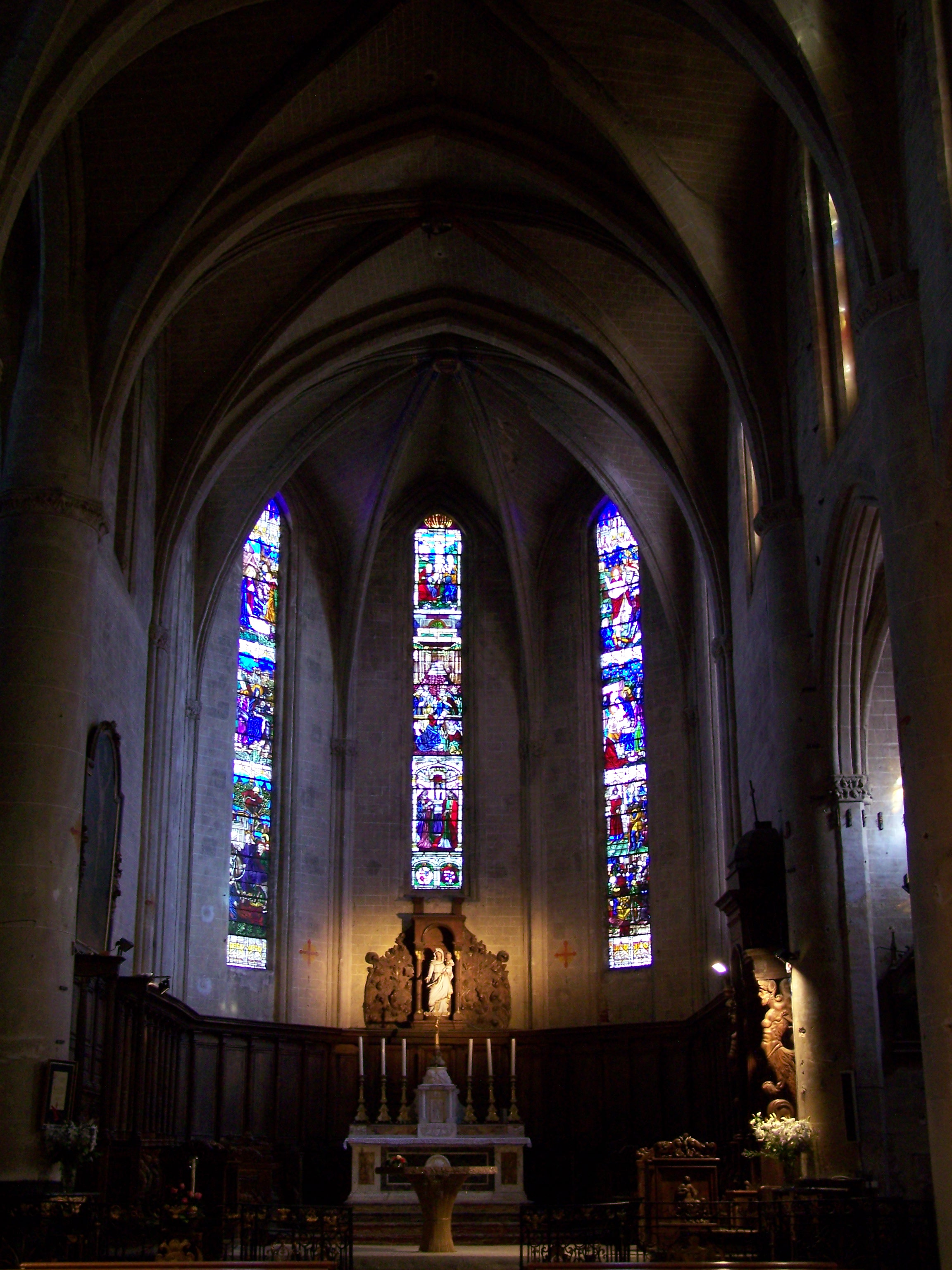
Vista interna

Se trata de una iglesia de ladrillo del siglo XIV con un campanario octogonal ornamentado de cinco niveles construido cerca de 1346. Una placa a la derecha de la entrada occidental registra la visita del poeta italiano Petrarca en 1330, organizada por el obispo, Jacques Colonna (1328-41), también de extracción italiana, que hizo a Petrarca un canon honorario en 1335. La fachada occidental típica del oeste es del gótico meridional y es relevada solamente por un pequeño roundel y la entrada flamígera en piedra. El exterior severo es característico de la región toulosana con altos contrafuertes alrededor.
Debajo de la torre en el interior hay un notable baptisterio del siglo XII, que formaba parte de una iglesia anterior. La pila bautismal principal está hecha de dos piezas, la parte inferior esta decorada con figuras religiosas en medallones al estilo del siglo XIII, y la parte superior con un friso de escenas seculares de diseño antiguo.
Otros elementos destacados son los puestos de coro de nogal del siglo XVII, el altar de mármol de Carrara consagrado en 1753 y el órgano del siglo XVIII en el extremo oeste. Los tres paneles de vidrio de colores vivos del siglo XV-XVI en la cabecera son los seguidores de Arnaud de Moles, restaurados en el siglo XIX, e ilustran escenas de la Vida de Cristo y de la Pasión.
La iglesia y su campanario fueron objeto de una clasificación al título de los monumentos históricos desde 1846.